# Costus foliaceus
Costus foliaceus là một loài thực vật có hoa trong họ Costaceae. Loài này được Lock & A.D.Poulsen mô tả khoa học đầu tiên năm 1997.